# متل قو ساعت ۲۴
متل قو ساعت۲۴ پس از فیلم سینمایی حوالی اتوبان دومین تجربه فیلمسازی سیاوش اسعدی است، فیلمنامه فیلم توسط سیاوش اسعدی و محمد هادی (حمید) کاویانی، بر اساس طرحی از سیاوش اسعدی به نگارش در آمده‌است.